# Domjulien
Domjulien település Franciaországban, Vosges megyében. Lakosainak száma 177 fő (2022. január 1.). Domjulien La Neuveville-sous-Montfort, Parey-sous-Montfort, Remoncourt, They-sous-Montfort, Viviers-lès-Offroicourt, Estrennes és Gemmelaincourt községekkel határos.

## Népesség
A település népességének változása:
| Lakosok száma | 188  | 183  | 182  | 177  | 175  | 175  | 174  | 175  | 177  |
|               | 2013 | 2015 | 2016 | 2017 | 2018 | 2019 | 2020 | 2021 | 2022 |